# 貴子潤一郎
貴子 潤一郎 （たかね じゅんいちろう）は、日本のライトノベル作家。2003年に『12月のベロニカ』第14回ファンタジア長編小説大賞〈大賞〉を受賞し、デビュー。実に8年ぶりの大賞受賞作家である。MLB（メジャーリーグベースボール）フリーク。『探偵真木』シリーズを最期に筆が途絶えている。

## 作品リスト
- 12月のベロニカ（2003年1月20日発売）
- 眠り姫（短編集）（2004年10月20日発売）
  - 眠り姫（初出:ドラゴンマガジン2003年3月号）
  - 汝、信心深きものなれば（初出:ドラゴンマガジン増刊2004年8月号）
  - 水たちがあばれる（初出:ドラゴンマガジン増刊2003年11月号）
  - さよなら、アーカイブ（初出:ドラゴンマガジン増刊2003年8月号）
  - 探偵真木シリーズ（初出:文庫初出）
- 煉󠄁獄のエスクード（2005年5月20日発売）
- 灼熱のエスクード（2008年2月20日発売）
- 探偵真木（『Fellows!』創刊号 - volume3） - イラスト：ともぞ